# 斯滕豪斯峰
斯滕豪斯峰（英語：Stenhouse Peak），是南極洲的山峰，位於南喬治亞群島，處於邁維肯灣以西1.9公里，海拔高度525米，在1929年由英國海軍繪入地圖和命名，由英國海外領土管轄。